# Kondudohäst
Kondudohästen är en mycket ovanlig vildhäst som lever på toppen av det 3000 meter höga berget Kondudo i Etiopien. Berget som har en platt gräsbetäckt topp har varit hem åt hästarna i mer än 200 år men idag pågår fortfarande mycket forskning runt hästarna, bland annat för att fastställa deras ursprung och för att rädda de etiopiska vilda hästarna som idag enbart finns i ca 10 exemplar. Kondudohästen är den sista flocken med vildhästar i hela östra Afrika. 

## Historia
De vilda Kondudohästarna i Etiopien har varit kända av lokal befolkning i över 200 år. Bland annat berättas det att Haile Selassies första häst var en tämjd vild häst från Kondudoberget. 
Under 2008 skickades en ekologi-expedition till Kondudo, med den italienska professorn Marco Viganò i täten, till Kondudoberget för att dokumentera de vilda hästarna och samla material för forskning, bland annat DNA-prover. Den 3 januari 2008 hittade expeditionen en enda ensam häst uppe på toppen av Kondudo. Hästen var ett sto på 10-12 år med vit tjock päls och ett väldigt primitivt utseende som de döpte till Basra. Expeditionen sövde henne och tog lite av hennes tagel och hårsäckar för att få fram DNA som sedan skulle jämföras med andra DNA-prover från två olika sorts hästar som de hade hittat på andra håll i Etiopien, bland annat ponnyrasen Abyssinier. 
De resterande hästarna i flocken som tidigare hade setts av den lokala befolkningen var dock försvunna. Efter en del efterforskningar fann man dock den vilda stammen i en andra expedition i mars 2008. De resterande vilda hästarna hade samlats ihop av en lokal bonde som menade att flocken var hans. Bonden tämjde de vilda hästarna så gott det gick och använde dem i sitt jordbruk för att sen släppa dem fria efter skörden. Bonden hade troligtvis sålt de föl som hade fötts för att tjäna lite pengar på flocken. 
Efter upptäckten har man nu jobbat hårt på att få igenom ett antal förslag för att rädda de vilda hästarna. Man ska genomföra forskningen av hästarna och bestämma deras härkomst, och även se om stammen har utavlats med andra hästar hos bonden som hade tämjt dem. Bonden ska erbjudas ett betalt jobb i gengäld för att han ska släppa hästarna lösa permanent, för att undvika att de blir helt tämjda. Ett förslag om att hästarnas hemtrakt ska bli ett skyddat område har också lagts fram till de etiopiska myndigheterna. Ytterligare idéer om att hela området runt Kondudo ska bli ett område för turism har lagts fram för att det ska löna sig att behålla de vilda hästarna, bland annat baserat på de namibiska vildhästarna som lockar ca 10 000 turister varje år. 

## Egenskaper

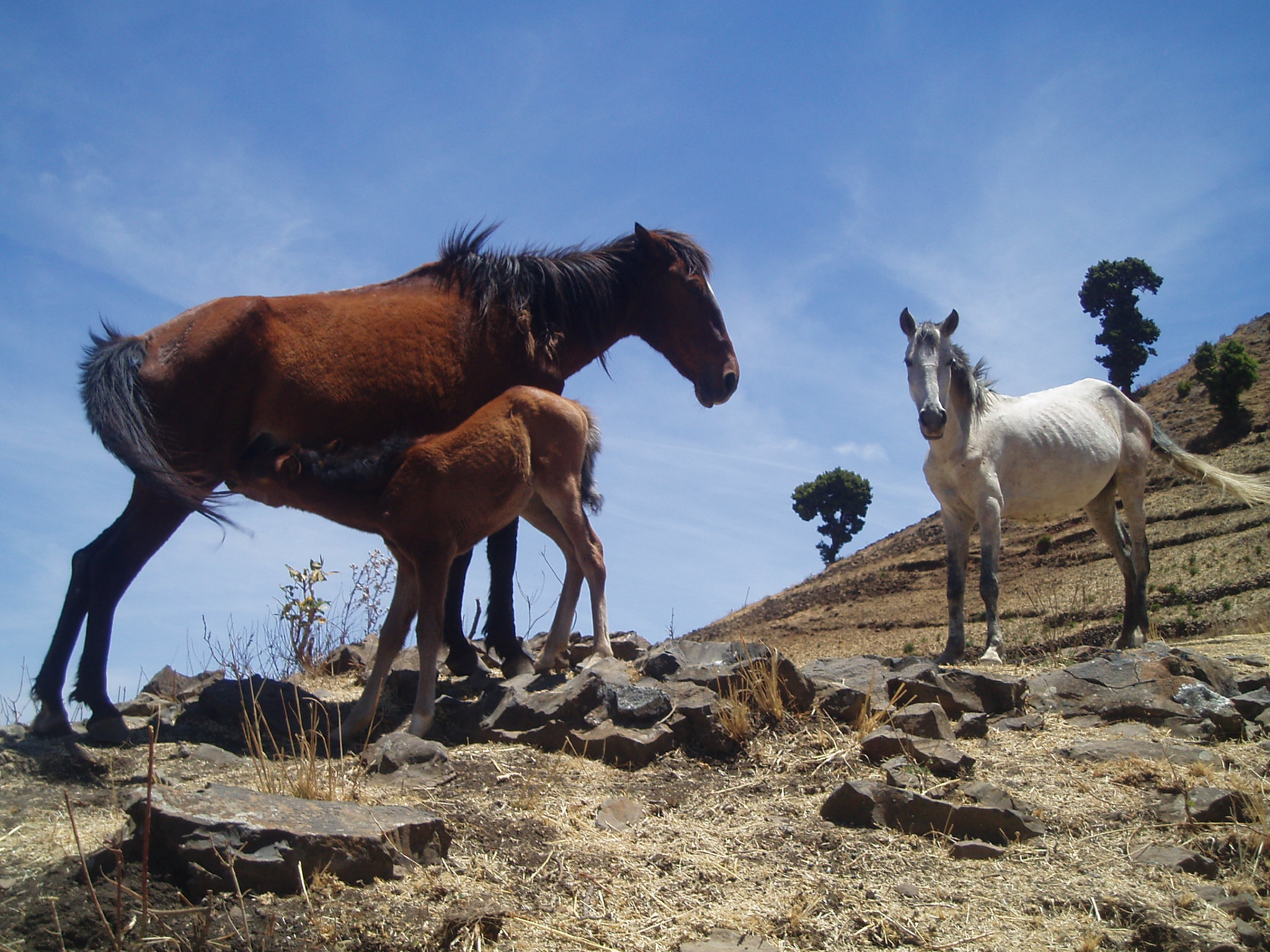
Kondudohästarna lever på 3000 meters höjd på det platta berget Kondudo Etiopien

Enligt expeditionens efterforskningar är Kondudohästarna svåra att tämja och har starka instinkter efter ett liv i vilt tillstånd. De har typiska egenskaper som är vanliga hos hästar som enbart lever på gräs, bland annat en ganska stor buk och en dåligt musklad kropp. Pälsen hos Kondudohästarna är trots det varma klimatet, ganska tjock, men silkeslen, med tunna strån. Då hovarna inte sköts om, är de naturligt nedslitna, men kan ofta vara av ganska dålig kvalitet.